# Sceloporus cupreus
Espèce
Synonymes
- Sceloporus cochranae Smith, 1936

Sceloporus cupreus est une espèce de sauriens de la famille des Phrynosomatidae.

## Répartition
Cette espèce est endémique de l'État de Oaxaca au Mexique.

## Étymologie
Le nom spécifique cupreus vient du latin cupreus, cuivré, en référence à la coloration dorsale rouille de certains mâles de cette espèce.

## Publication originale
- Bocourt, 1874 "1873" : Deux notes sur quelques sauriens de l'Amérique tropicale. Annales des sciences naturelles, Zoologie et biologie animale, ser. 5, vol. 19, no 4, p. 1-5 (texte intégral).